# Neoseiulella
Neoseiulella är ett släkte av spindeldjur. Neoseiulella ingår i familjen Phytoseiidae.

## Dottertaxa tillNeoseiulella, i alfabetisk ordning[1]
- Neoseiulella aceri
- Neoseiulella arinoi
- Neoseiulella armidalensis
- Neoseiulella arutunjani
- Neoseiulella ashleyae
- Neoseiulella canariensis
- Neoseiulella carmeli
- Neoseiulella cassiniae
- Neoseiulella celtis
- Neoseiulella compta
- Neoseiulella coreen
- Neoseiulella corrugata
- Neoseiulella cottieri
- Neoseiulella crassipilis
- Neoseiulella dachanti
- Neoseiulella eiko
- Neoseiulella elaeocarpi
- Neoseiulella eleglidus
- Neoseiulella elongata
- Neoseiulella ferraguti
- Neoseiulella litoralis
- Neoseiulella longiseta
- Neoseiulella manukae
- Neoseiulella montforti
- Neoseiulella myopori
- Neoseiulella neoviniferae
- Neoseiulella nesbitti
- Neoseiulella novaezealandiae
- Neoseiulella oleariae
- Neoseiulella perforata
- Neoseiulella runiacus
- Neoseiulella schusteri
- Neoseiulella spaini
- Neoseiulella splendida
- Neoseiulella steeli
- Neoseiulella steveni
- Neoseiulella tiliarum
- Neoseiulella transitans
- Neoseiulella tuberculata
- Neoseiulella vollsella